# 水野竜也
水野 竜也（みずの たつや、1981年6月2日 - ）は、日本の男性総合格闘家。茨城県出身。フリー。元DEEPミドル級王者。

## 来歴
中学生の時から柔道を始め、土浦日大高校、山梨学院大学、綜合警備保障で柔道を経験（柔道三段）。
2005年4月29日、第5回東日本アマチュア修斗フレッシュマンヘビー級（-100kg）で優勝。
2005年12月23日、U-FILE CAMP所属としてアマチュア大会「パンクラスゲート×2」に出場し、一本勝ち。この試合を含め、パンクラスゲート×2で4連勝を飾る。
2006年9月16日、パンクラスで桜木裕司を相手にプロデビュー。2Rチョークスリーパーで一本勝ち。
2007年2月28日、ヘビー級次期挑戦者決定戦でチアゴ・シウバと対戦。1RサッカーボールキックでKO負け。
2007年5月30日、ヘビー級キング・オブ・パンクラス決定戦でアスエリオ・シウバと対戦。2RマウントパンチでTKO負けを喫し王座獲得に失敗した。次期挑戦者決定戦で敗れたものの、チアゴ・シウバのUFC参戦により王者アルボーシャス・タイガーへの挑戦権を得たが、アルボーシャスの王座返上によりアスエシオ・シウバとの王座決定戦が行われた。
2008年3月15日、DREAM.1でミルコ・クロコップと対戦。1RパウンドでTKO負け。公募されたミルコの相手を自ら志願しての試合となった。
2009年10月14日、DREAMのバックアップを受け西浦"ウィッキー"聡生とともにマット・ヒュームの主宰するAMCパンクレイションでアメリカ修行することが発表された。
2009年11月20日、Rumble of the Kingsでイリル・ラティフィと対戦し、3R開始直後に右膝蹴りでダウンを奪い追撃のパウンドでTKO勝ちを収めた。当初はユルゲン・クルトと対戦予定であったが、変更になった。
2010年7月10日、DREAM.15のライトヘビー級王座挑戦者決定戦でメルヴィン・マヌーフと対戦し、アームロックで一本勝ち。
2010年9月25日、DREAM.16のライトヘビー級王座決定戦でゲガール・ムサシと対戦し、裸絞めで一本負けを喫し王座獲得に失敗した。
2010年12月31日、Dynamite!! 〜勇気のチカラ2010〜でセルゲイ・ハリトーノフと対戦し、右膝蹴りでKO負けを喫した。
2011年7月16日、DREAM JAPAN GP FINALでトレヴァー・プラングリーと対戦し、左膝蹴りでKO勝ちを収めた。
2012年6月23日、ONE FC初参戦となったONE FC 4でレナート・ババルと対戦し、腕ひしぎ十字固めで一本負けを喫した。
2018年2月24日、DEEP 82 IMPACTにて奥野泰舗とDEEPミドル級王座決定戦で対戦し、チョークスリーパーで一本勝ちを収め、王座獲得に成功した。

## 戦績

### プロ総合格闘技
| 総合格闘技 戦績 | 総合格闘技 戦績 | 総合格闘技 戦績 | 総合格闘技 戦績 | 総合格闘技 戦績 | 総合格闘技 戦績 | 総合格闘技 戦績 |
| --------------- | --------------- | --------------- | --------------- | --------------- | --------------- | --------------- |
| 42 試合         | (T)KO           | 一本            | 判定            | その他          | 引き分け        | 無効試合        |
| 25 勝           | 9               | 11              | 4               | 1               | 1               | 0               |
| 16 敗           | 10              | 3               | 3               | 0               | 1               | 0               |

| 勝敗 | 対戦相手                     | 試合結果                                               | 大会名                                                                            | 開催年月日     |
| ×    | 大成                         | 1R 3:13 TKO（グラウンドパンチ連打）                    | DEEP 121 IMPACT                                                                   | 2024年9月16日  |
| ○    | ANIMAL☆KOJI                  | 5分3R終了 判定3-0                                      | DEEP 119 IMPACT                                                                   | 2024年5月3日   |
| ○    | SAINT                        | 2R 0:17 TKO（膝蹴り→パウンド）                         | DEEP TOKYO IMPACT 2023 6th ROUND                                                  | 2023年11月23日 |
| ×    | 酒井リョウ                   | 1R 0:42 TKO（右フック→パウンド）                       | DEEP 114 IMPACT 【DEEPメガトン級暫定タイトルマッチ】                              | 2023年7月2日   |
| ○    | 稲田将                       | 1R 0:19 TKO（右ヒザ→パウンド）                         | DEEP 111 IMPACT                                                                   | 2022年12月11日 |
| ○    | 誠悟                         | 1R 1:15 TKO（パンチ→サッカーボールキック）             | DEEP 105 IMPACT                                                                   | 2021年12月12日 |
| ×    | ジョアンオ・バティスタ・吉村 | 2R 0:43 TKO（パウンド）                                | DEEP 102 IMPACT 【DEEPミドル級タイトルマッチ】                                    | 2021年7月4日   |
| ×    | ジョアンオ・バティスタ・吉村 | 2R 4:40 TKO（パウンド）                                | DEEP 98 IMPACT                                                                    | 2020年11月1日  |
| ○    | ジョシュア・ロビソン         | 2R 3:28 リアネイキッドチョーク                         | DEEP 93 IMPACT                                                                    | 2019年12月15日 |
| ○    | 酒井リョウ                   | 2R 3:41 失格（グラウンドポジションでの頭部への膝蹴り） | DEEP 92 IMPACT                                                                    | 2019年10月22日 |
| ○    | 中井光義                     | 1R 4:58 肩固め                                         | DEEP 90 IMPACT                                                                    | 2019年6月29日  |
| ○    | 桜井隆多                     | 2R 2:53 リアネイキッドチョーク                         | DEEP 87 IMPACT                                                                    | 2018年12月22日 |
| ○    | イ・ウンス                   | 1R 2:32 リアネイキッドチョーク                         | ROAD FC 049                                                                       | 2018年8月18日  |
| ○    | 奥野泰舗                     | 3R 4:34 リアネイキッドチョーク                         | DEEP 82 IMPACT 【DEEPミドル級王座決定戦】                                         | 2018年2月24日  |
| ○    | 林源平                       | 5分3R終了 判定3-0                                      | DEEP 79 IMPACT                                                                    | 2017年9月16日  |
| ○    | パク・ジョンギョ             | 2R 1:55 リアネイキッドチョーク                         | DEEP CAGE IMPACT 2017                                                             | 2017年5月13日  |
| ×    | ジルベルト・ガルバオ         | 5分3R終了 判定0-3                                      | ONE FC 47: Unbreakable Warriors                                                   | 2016年9月2日   |
| ○    | モハメド・アリ               | 2R 3:52 TKO（膝蹴り→パウンド）                         | ONE FC 42: Ascent to Power                                                        | 2016年5月6日   |
| ×    | ジェイク・バトラー           | 1R 4:30 TKO（パウンド）                                | ONE FC 38: Clash of Heroes                                                        | 2016年1月29日  |
| ○    | ムン・ジュンヒ               | 2R 5:00 TKO（棄権）                                    | DEEP 73 IMPACT                                                                    | 2015年10月17日 |
| △    | RYO                          | 1R 2:50 負傷判定0-0                                    | DEEP CAGE IMPACT 2015                                                             | 2015年7月20日  |
| ○    | ブライアン・ラフィク         | 5分3R終了 判定3-0                                      | ONE FC 22: Battle of Lions                                                        | 2014年11月7日  |
| ×    | レアンドロ・アタイジ         | 1R 0:47 KO（左フック→パウンド）                        | ONE FC 15: Rise of Heroes                                                         | 2014年5月2日   |
| ○    | ハファエル・シウバ           | 5分5R終了 判定3-0                                      | ONE FC 11: Total Domination                                                       | 2013年10月18日 |
| ×    | ジェイソン・ジョーンズ       | 5分3R終了 判定0-3                                      | GLORY 2: Brussels                                                                 | 2012年10月6日  |
| ×    | レナート・ババル             | 1R 0:31 腕ひしぎ十字固め                               | ONE FC 4: Destiny of Warriors                                                     | 2012年6月23日  |
| ○    | イリマ・マイアバ             | 2R 1:47 肩固め                                         | ProElite 3: Da Spyder vs. Minowaman                                               | 2012年1月21日  |
| ○    | トレヴァー・プラングリー     | 1R 4:41 KO（左膝蹴り）                                 | DREAM JAPAN GP FINAL -2011バンタム級日本トーナメント決勝戦-                       | 2011年7月16日  |
| ×    | セルゲイ・ハリトーノフ       | 1R 1:25 KO（右膝蹴り）                                 | Dynamite!! 〜勇気のチカラ2010〜                                                   | 2010年12月31日 |
| ×    | ゲガール・ムサシ             | 1R 6:10 裸絞め                                         | DREAM.16 【DREAMライトヘビー級王座決定戦】                                        | 2010年9月25日  |
| ○    | メルヴィン・マヌーフ         | 1R 7:38 アームロック                                   | DREAM.15 【DREAMライトヘビー級王座挑戦者決定戦】                                  | 2010年7月10日  |
| ○    | イリル・ラティフィ           | 3R 0:15 TKO（右膝蹴り→パウンド）                       | Rumble of the Kings 4                                                             | 2009年11月20日 |
| ○    | チント・モルディージョ       | 1R 2:20 チョークスリーパー                             | M-1 Challenge 18: Netherlands 【チーム・スペイン vs. チーム・ジャパン -93kg級戦】 | 2009年8月16日  |
| ×    | トム・ブラックレッジ         | 1R 3:22 チョークスリーパー                             | DEEP M-1 CHALLENGE 3rd EDITION in JAPAN 【日本 vs. イギリス 93kg未満級】          | 2009年4月29日  |
| ○    | ホセ・ベルトラン             | 1R 1:53 TKO（パウンド）                                | M-1 Challenge 8: USA 【チーム・スペイン vs. チーム・ジャパン -93kg級戦】          | 2008年10月29日 |
| ×    | ブルーノ・カルバルホ         | 5分2R終了 判定0-3                                      | M-1 Challenge 6: Korea 【世界選抜 vs. チーム・ジャパン -93kg級戦】                | 2008年8月29日  |
| ○    | 中西良行                     | 1R 4:13 TKO（パウンド）                                | DEEP M-1 チャレンジ 5 in JAPAN                                                    | 2008年7月17日  |
| ×    | ミルコ・クロコップ           | 1R 0:56 TKO（パウンド）                                | DREAM.1 ライト級グランプリ2008 開幕戦                                             | 2008年3月15日  |
| ○    | デイヴィッド・フレンディン   | 1R アームロック                                        | Warriors Realm 12                                                                 | 2008年2月29日  |
| ○    | 河野真幸                     | 1R 3:28 TKO（パウンド）                                | PANCRASE 2007 RISING TOUR                                                         | 2007年11月28日 |
| ×    | アスエリオ・シウバ           | 2R 2:08 TKO（マウントパンチ）                          | PANCRASE 2007 RISING TOUR 【ヘビー級キング・オブ・パンクラス決定戦】              | 2007年5月30日  |
| ×    | チアゴ・シウバ               | 1R 4:29 KO（サッカーボールキック）                     | PANCRASE 2007 RISING TOUR 【ヘビー級次期挑戦者決定戦】                            | 2007年2月28日  |
| ○    | 三浦康彰                     | 1R 1:47 アームロック                                   | PANCRASE 2006 BLOW TOUR                                                           | 2006年12月2日  |
| ○    | 桜木裕司                     | 2R 3:20 チョークスリーパー                             | PANCRASE 2006 BLOW TOUR                                                           | 2006年9月16日  |

### アマチュア総合格闘技
| 勝敗 | 対戦相手 | 試合結果                   | 大会名                                       | 開催年月日     |
| ○    | 長屋圭三 | 1R 4:20 腕ひしぎ十字固め   | PANCRASE 2006 BLOW TOUR 【パンクラスゲート】 | 2006年7月28日  |
| ○    | 田中徹也 | 1R 2:19 腕ひしぎ十字固め   | 第16回パンクラスゲート×2 ワンマッチ大会      | 2006年6月4日   |
| ○    | 長屋圭三 | 1R 1:33 チョークスリーパー | 第15回パンクラスゲート×2 ワンマッチ大会      | 2006年4月23日  |
| ○    | 藤井陸平 | 3分2R終了 判定2-0          | 第14回パンクラスゲート×2 ワンマッチ大会      | 2006年2月12日  |
| ○    | 佐藤浩慈 | 1R 2:05 チョークスリーパー | 第13回パンクラスゲート×2 ワンマッチ大会      | 2005年12月23日 |

## 獲得タイトル
- 第9代DEEPミドル級王座（2018年）